# Elżbieta Malicka
Elżbieta Barbara Malicka (ur. 17 listopada 1938, zm. 23 marca 2009 w Warszawie) – polska lekarz weterynarii, profesor doktor habilitowany nauk weterynaryjnych, anatomopatolog, wieloletni pracownik naukowy i kierownik Zakładu Anatomii Patologicznej (późniejszego Zakładu Patomorfologii) Wydziału Medycyny Weterynaryjnej SGGW w Warszawie, następczyni prof. dra hab. Jerzego Preibischa. 
Była żoną profesora mikrobiologii weterynaryjnej Konrada Malickiego. Pracę habilitacyjną pt. „Patomorfologia wybranych odcinków przewodu pokarmowego i wątroby prosiąt CD i SPF/CD w przebiegu zakażenia różnymi rotawirusami” obroniła w 1990, tytuł profesorski z rąk prezydenta RP Aleksandra Kwaśniewskiego odebrała w 2004. Była promotorem pięciu  prac doktorskich, między innymi: dr Małgorzaty Sobczak-Filipiak (1999), dr. Rafała Sapierzyńskiego (2004) oraz recenzentem pięciu prac doktorskich i habilitacyjnych, między innymi dr Anny Cywińskiej (2002), dr. Dariusza Jagielskiego (2002), dr. Adama Bąkały (2004) oraz dr hab. Marty Kupczyńskiej (2008). Autorka dużej liczby publikacji, wychowawca wielu pokoleń młodzieży akademickiej, członkini rady naukowej kongresu European Society of Veterinary Pathologists Olsztyn 2004. Odznaczona m.in.: Złotym Krzyżem Zasługi, Medalem Komisji Edukacji Narodowej, Odznaką Honorową „Za Zasługi dla SGGW”.
28 marca 2009 została pochowana na starym cmentarzu na Służewie.